# Protaetia adelpha
Protaetia adelpha är en skalbaggsart som beskrevs av Ruter 1978. Protaetia adelpha ingår i släktet Protaetia och familjen Cetoniidae. Inga underarter finns listade i Catalogue of Life.